# 詹妮弗·哈奇森
詹妮弗·哈奇森（英語：Gennifer Hutchison，1977年7月19日—）是一位美國電視編劇和監製。她知名於在2010年至2013年間為犯罪電視劇《絕命毒師》編劇，並在2012年和2013年作為編劇團隊的一員贏得兩項美国编剧工会奖。她亦是《絕命毒師》外傳劇《絕命律師》的編劇和執行監製。
在《絕命毒師》之前，她曾參與過電視劇《神秘黑客》、《X档案》、《星艦前傳》、《實習醫生》和《广告狂人》的製作。她還在《血變》的第一季中擔任過編劇和監製。

## 早年生活
詹妮弗·哈奇森在1977年7月19日出生於麻薩諸塞州康科德，在一個經常搬家的軍人家庭長大。

## 職業生涯
哈奇森在《X档案》的編劇辦公室擔任監製助理，開始了她在娛樂產業的職業生涯。她在該劇的最後幾季中成為編劇／監製文斯·吉利根的助理。該劇完結後，她以編劇助理和監製助理的身份參與了許多試播集和短命節目的製作，隨後在《广告狂人》第一季中擔任節目統籌馬修·韋納的助理。
在得知前老闆吉利根正準備製作AMC新試播集《絕命毒師》後，她前去應徵並成功得到吉利根助理的工作。她在該劇第二季回歸時向吉利根提出自己希望參與編劇的意願。她接到編寫節目附加內容，例如網絡劇集和博客等的任務作為試鏡。她的成果給吉利根留下深刻的印象，讓她在第三季獲得一次編寫劇本的機會，隨後加入團隊成為編劇的一員。她在該劇的剩餘時間裡一直留下，並在第五季亦是最後一季中升任執行劇本統籌。
《絕命毒師》完結後，哈奇森在FX恐怖劇《血變》第一季中擔任監製，並編寫該季的其中兩集。
她在《絕命毒師》外傳劇《絕命律師》中加入聯合開創者吉利根和彼得·古爾德的團隊擔任資深監製。她在第一至四季每季編寫兩集，並在第二季升任聯合執行監製，在第三季升任執行監製。她在該劇的每季都獲得最佳劇情類劇集類別的艾美獎提名。
2016年6月，哈奇森與《絕命毒師》和《絕命律師》的幕後製作工作室索尼影视电视簽訂一項整體交易。2017年12月，她被宣佈正在將《歡迎來到夜谷》播客改編為電視節目。根據她與索尼影視電視的整體交易，該劇正在FX旗下被開發。
電影方面，她於2015年為环球影业將維多利亞·艾夫亞德的小說《紅皇后》改編成電影。

## 個人生活
哈奇森在2013年與《絕命毒師》的助理監製／後期監製安德魯·奧特納（Andrew Ortner）結婚。

## 作品列表

### 電視

#### 編劇
| 年份 | 節目                        | 季 | 劇集                 | 總集次 | 首播日期       | 附註                            |
| ---- | --------------------------- | -- | -------------------- | ------ | -------------- | ------------------------------- |
| 2009 | 《絕命毒師外傳》  | 1  | "Good Cop / Bad Cop" | 1      | 2009年2月17日  |                                 |
| 2009 | 《絕命毒師外傳》  | 1  | "Wedding Day"        | 2      | 2009年2月17日  |                                 |
| 2009 | 《絕命毒師外傳》  | 1  | "TwaüghtHammër"      | 3      | 2009年2月17日  |                                 |
| 2009 | 《絕命毒師外傳》  | 1  | "Marie's Confession" | 4      | 2009年2月17日  |                                 |
| 2009 | 《絕命毒師外傳》  | 1  | "The Break-In"       | 5      | 2009年2月17日  |                                 |
| 2010 | 《絕命毒師》                | 3  | “我認得你”           | 28     | 2010年5月9日   | 兼任劇本專員                    |
| 2011 | 《絕命毒師》                | 4  | “抉擇”               | 39     | 2011年8月21日  |                                 |
| 2011 | 《絕命毒師》                | 4  | “乾杯”               | 43     | 2011年9月18日  | 與彼得·古爾德聯合編劇           |
| 2012 | 《絕命毒師》                | 5  | “各散東西”           | 52     | 2012年8月19日  | 兼任劇本統籌                    |
| 2013 | 《絕命毒師》                | 5  | “供認有諱”           | 57     | 2013年8月25日  | 兼任執行劇本統籌                |
| 2014 | 《血變》                    | 1  | "Runaways"           | 5      | 2014年8月10日  | 負責劇本                        |
| 2014 | 《血變》                    | 1  | "Loved Ones"         | 10     | 2014年9月14日  | 負責劇本                        |
| 2015 | 《絕命律師》                | 1  | “英雄”               | 4      | 2015年2月23日  |                                 |
| 2015 | 《絕命律師》                | 1  | “賓果”               | 7      | 2015年3月16日  |                                 |
| 2016 | 《絕命律師》                | 2  | “解脫”               | 12     | 2016年2月22日  |                                 |
| 2016 | 《絕命律師》                | 2  | “峇里島”             | 16     | 2016年3月21日  |                                 |
| 2017 | 《絕命律師》                | 3  | “沈沒成本”           | 23     | 2017年4月24日  |                                 |
| 2017 | 《絕命律師》                | 3  | “提燈”               | 30     | 2017年6月19日  |                                 |
| 2018 | 《絕命律師》                | 4  | “皮納塔”             | 36     | 2018年9月10日  |                                 |
| 2018 | 《絕命律師》                | 4  | “再見面”             | 39     | 2018年10月1日  |                                 |
| 2022 | 《魔戒：力量之戒》          | 1  | “漂流”               | 2      | 2022年9月1日   |                                 |
| 2022 | 《魔戒：力量之戒》          | 1  | “合金”               | 8      | 2022年10月14日 | 與J·D·潘恩＆派翠克·麥凱聯合編劇 |

#### 製作
| 年份      | 標題                        | 季 | 職位   | 職位 | 職位     | 職位 | 附註                    |
| 年份      | 標題                        | 季 | 開創者 | 導演 | 監製     | 編劇 | 附註                    |
| --------- | --------------------------- | -- | ------ | ---- | -------- | ---- | ----------------------- |
| 2000-2001 | 《X档案》                   | 8  | 否     | 否   | 否       | 否   | 監製助理                |
| 2001-2002 | 《X档案》                   | 9  | 否     | 否   | 否       | 否   | 監製助理                |
| 2001      | 《神秘黑客》                | 1  | 否     | 否   | 否       | 否   | 監製助理；1013製片助理  |
| 2002-2003 | 《星艦前傳》                | 2  | 否     | 否   | 否       | 否   | 監製助理                |
| 2003      | 《反恐特勤组》              | 1  | 否     | 否   | 否       | 否   | 編劇助理                |
| 2005-2006 | 《實習醫生》                | 2  | 否     | 否   | 否       | 否   | 製作人員                |
| 2007      | 《狂想警探》                | 1  | 否     | 否   | 否       | 否   | 普雷斯頓·費舍爾（Preston Fischer）助理 |
| 2007      | 《广告狂人》                | 1  | 否     | 否   | 否       | 否   | 監製助理                |
| 2009      | 《絕命毒師外傳》  | 1  | 否     | 否   | 否       | 是   |                         |
| 2009      | 《絕命毒師》                | 2  | 否     | 否   | 否       | 否   | 劇本專員                |
| 2010      | 《絕命毒師》                | 3  | 否     | 否   | 否       | 是   | 兼任劇本專員            |
| 2011      | 《絕命毒師》                | 4  | 否     | 否   | 否       | 是   |                         |
| 2012      | 《絕命毒師》                | 5  | 否     | 否   | 否       | 是   | 兼任劇本統籌            |
| 2013      | 《絕命毒師》                | 5  | 否     | 否   | 否       | 是   | 兼任執行劇本統籌        |
| 2014      | 《血變》                    | 1  | 否     | 否   | 是       | 劇本 |                         |
| 2015      | 《絕命律師》                | 1  | 否     | 否   | 資深     | 是   |                         |
| 2016      | 《絕命律師》                | 2  | 否     | 否   | 聯合執行 | 是   |                         |
| 2017      | 《絕命律師》                | 3  | 否     | 否   | 執行     | 是   |                         |
| 2018      | 《絕命律師》                | 4  | 否     | 否   | 執行     | 是   |                         |
| 2022      | 《魔戒：力量之戒》          | 1  | 否     | 否   | 執行     | 是   |                         |

## 獲獎和提名
| 年份 | 獎項             | 類別                     | 提名作品                        | 結果 | 來源          |
| ---- | ---------------- | ------------------------ | ------------------------------- | ---- | ------------- |
| 2011 | 美国编剧工会奖   | 電視類劇情分集           | 《絕命毒師》； 憑“我認得你”一集 | 提名 | [ 10 ]        |
| 2011 | 美国编剧工会奖   | 電視類劇情劇集           | 《絕命毒師》                    | 提名 | [ 10 ]        |
| 2012 | 美国编剧工会奖   | 電視類劇情劇集           | 《絕命毒師》                    | 獲獎 | [ 11 ]        |
| 2013 | 美国编剧工会奖   | 電視類劇情劇集           | 《絕命毒師》                    | 獲獎 | [ 12 ]        |
| 2013 | 美国编剧工会奖   | 電視類劇情分集           | 《絕命毒師》； 憑“各散東西”一集 | 提名 | [ 12 ]        |
| 2014 | 美国编剧工会奖   | 電視類劇情分集           | 《絕命毒師》； 憑“供認有諱”一集 | 獲獎 | [ 13 ] [ 14 ] |
| 2014 | 美国编剧工会奖   | 電視類劇情劇集           | 《絕命毒師》                    | 獲獎 | [ 13 ] [ 14 ] |
| 2015 | 黃金時段艾美獎   | 最佳劇情類劇集           | 《絕命律師》                    | 提名 | [ 15 ]        |
| 2016 | 美國製片人工會獎 | 最佳劇情類分集電視劇監製 | 《絕命律師》                    | 提名 | [ 16 ]        |
| 2016 | 黃金時段艾美獎   | 最佳劇情類劇集           | 《絕命律師》                    | 提名 | [ 17 ]        |
| 2016 | 美國編劇工會獎   | 電視類新劇集             | 《絕命律師》                    | 提名 | [ 18 ]        |
| 2016 | 美國編劇工會獎   | 電視類劇情劇集           | 《絕命律師》                    | 提名 | [ 18 ]        |
| 2017 | 美國製片人工會獎 | 最佳劇情類分集電視劇監製 | 《絕命律師》                    | 提名 | [ 19 ]        |
| 2017 | 黃金時段艾美獎   | 最佳劇情類劇集           | 《絕命律師》                    | 提名 | [ 20 ]        |
| 2017 | 美國編劇工會獎   | 電視類劇情劇集           | 《絕命律師》                    | 提名 | [ 21 ]        |
| 2018 | 美國編劇工會獎   | 電視類劇情劇集           | 《絕命律師》                    | 提名 | [ 22 ]        |
| 2019 | 美國製片人工會獎 | 最佳劇情類分集電視劇監製 | 《絕命律師》                    | 提名 | [ 23 ]        |
| 2019 | 黃金時段艾美獎   | 最佳劇情類劇集           | 《絕命律師》                    | 提名 | [ 24 ]        |
| 2019 | 美國編劇工會獎   | 電視類劇情劇集           | 《絕命律師》                    | 提名 | [ 25 ]        |

## 外部連結
- 詹妮弗·哈奇森在互联网电影资料库（IMDb）上的資料（英文）
- 詹妮弗·哈奇森的X（前Twitter）